# Disco de acetato

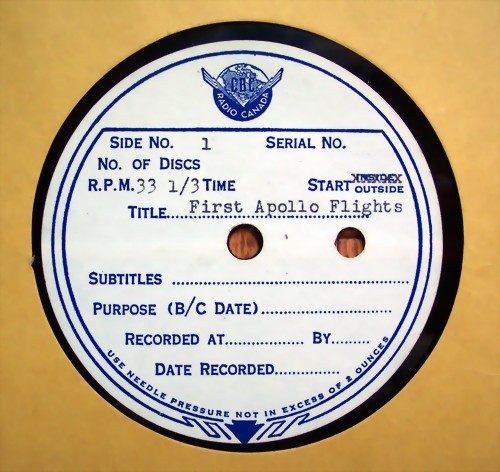
Etiqueta de un disco de acetato. El orificio del centro, al igual que un disco de vinilo es para el eje del plato giradiscos, pero el agujero del costado sirve para sujetar el disco durante el proceso de grabación.

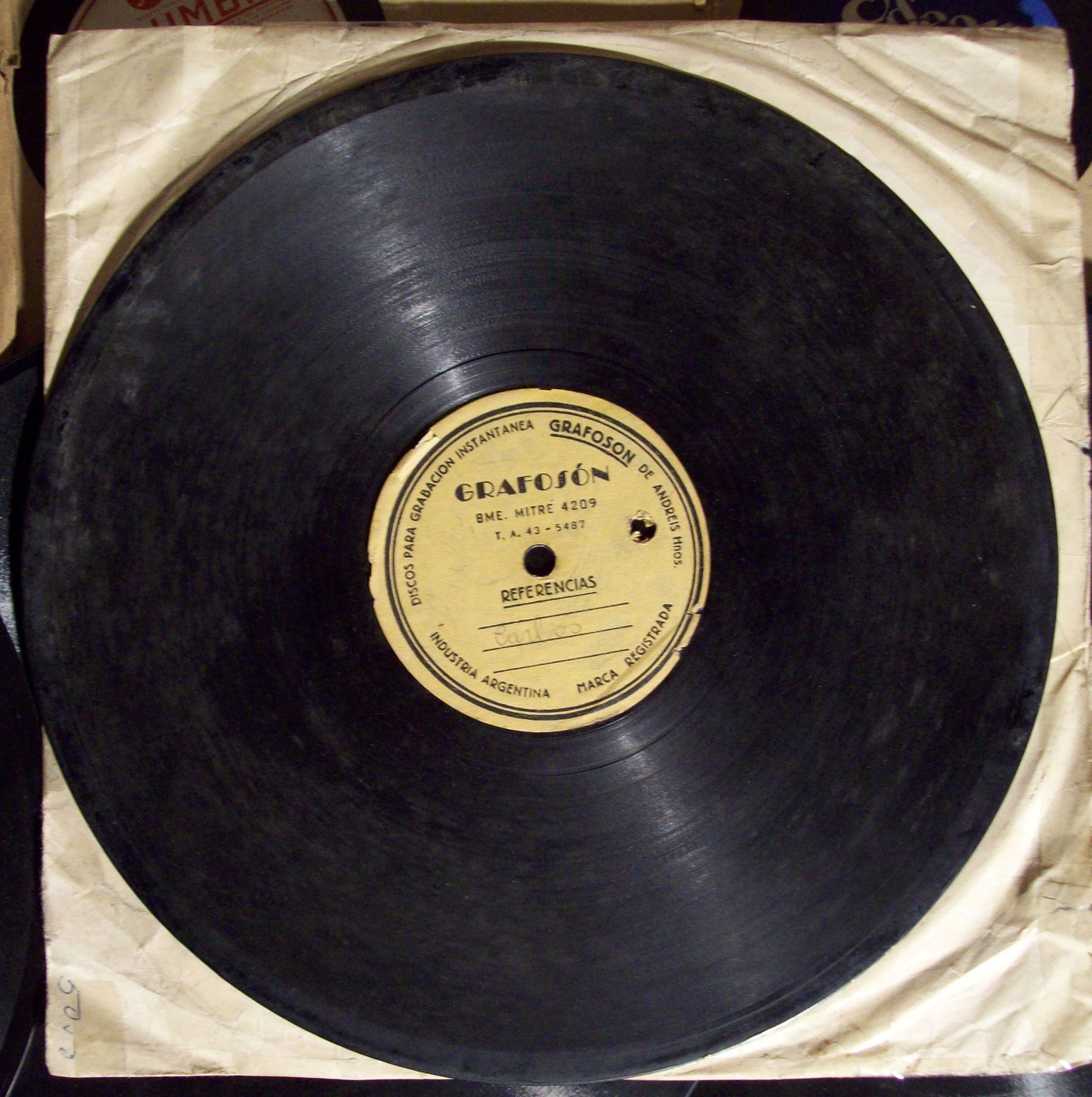
Disco de acetato de 10 pulgadas de diámetro a 78 RPM

El disco de acetato es un formato de grabación vigente aún hoy en día, basado en la grabación mecánica analógica igual que el usado para el disco de vinilo, pero con la diferencia que en el caso del disco de acetato es posible realizar grabaciones instantáneas o pasarlas de otra fuente de sonido, como los grabadores de alambre o de cinta. Para grabar un vinilo también se usa primero un disco de acetato, pero este disco de acetato tiene una formulación diferente al dubplate. Para grabar un vinilo primero ha de grabarse un máster. Para diferenciar un máster de un dubplate hay que comprobar si tiene o no un agujero al lado del central. Si tiene dos agujeros es un dubplate. Si solo tiene uno, es un máster.
El sonido grabado en un máster es de mejor calidad ya que, al ser más blando, el estilete registra mejor las frecuencias más altas. Pero este máster, una vez grabado, no puede ser reproducido en un tocadiscos común, ya que la aguja del mismo, al ser tan dura, destruiría detalles ya en la primera escucha. Una vez grabado, el máster se usa exclusivamente para producir las matrices necesarias para prensar discos, realizando un recubrimiento galvanoplástico (metálico) en este.
No se debe confundir el término dubplate con white label: un white label es una tirada corta de discos de vinilo prensados en prensa con la galleta central de color blanco, no cortados en un torno de grabación uno a uno como un dubplate.

## Historia
Los dubplates se empezaron a usar para las grabaciones de broadcast de películas de cine en los años 1920, estaban fabricados de cartón duro recubiertos de una emulsión de aceite de ricino, no existía ningún otro aparato que permitiera grabar el sonido en campo, anteriormente a los dubplates existían los cilindros de Edison.
Un dubplate permite grabar directamente en él el sonido, y puede ser reproducido inmediatamente después de ser grabado en un tocadiscos.
Su uso se extendió en emisoras de radio en los años 30, para archivar los programas o para grabar jingles por ejemplo. La aparición de la cinta magnética en Europa los hizo desaparecer de las emisoras de radio, pero no de los estudios de grabación. En los Estados Unidos es normal, incluso hoy en día, encontrarse una máquina para grabar dubplates en cualquier emisora de radio local. En Europa no es así, por la influencia de la cinta magnética.
Actualmente existen varios formatos, desde 5 pulgadas a 21 pulgadas, así como calidades (dureza del acetato) aunque el formato más extendido es el de 10 pulgadas. Dependiendo de su calidad, hay dubplates que en 200 escuchas empiezan a bajar su volumen, pero hay otros que duran igual que un disco prensado, aunque existen dubplates grabados en los 1960 y 1970 con la tecnología de aquellos años que hoy por hoy suenan correctamente. Un dubplate puede sonar mejor que esa misma grabación en un disco de vinilo prensado.
La palabra plate hace referencia al disco de laca o acetato, y la palabra dub a la mezcla del artista con la música. Dubplate es un disco que, en su origen, era destinado a ser grabado para la producción de discos de vinilo.

## Descripción

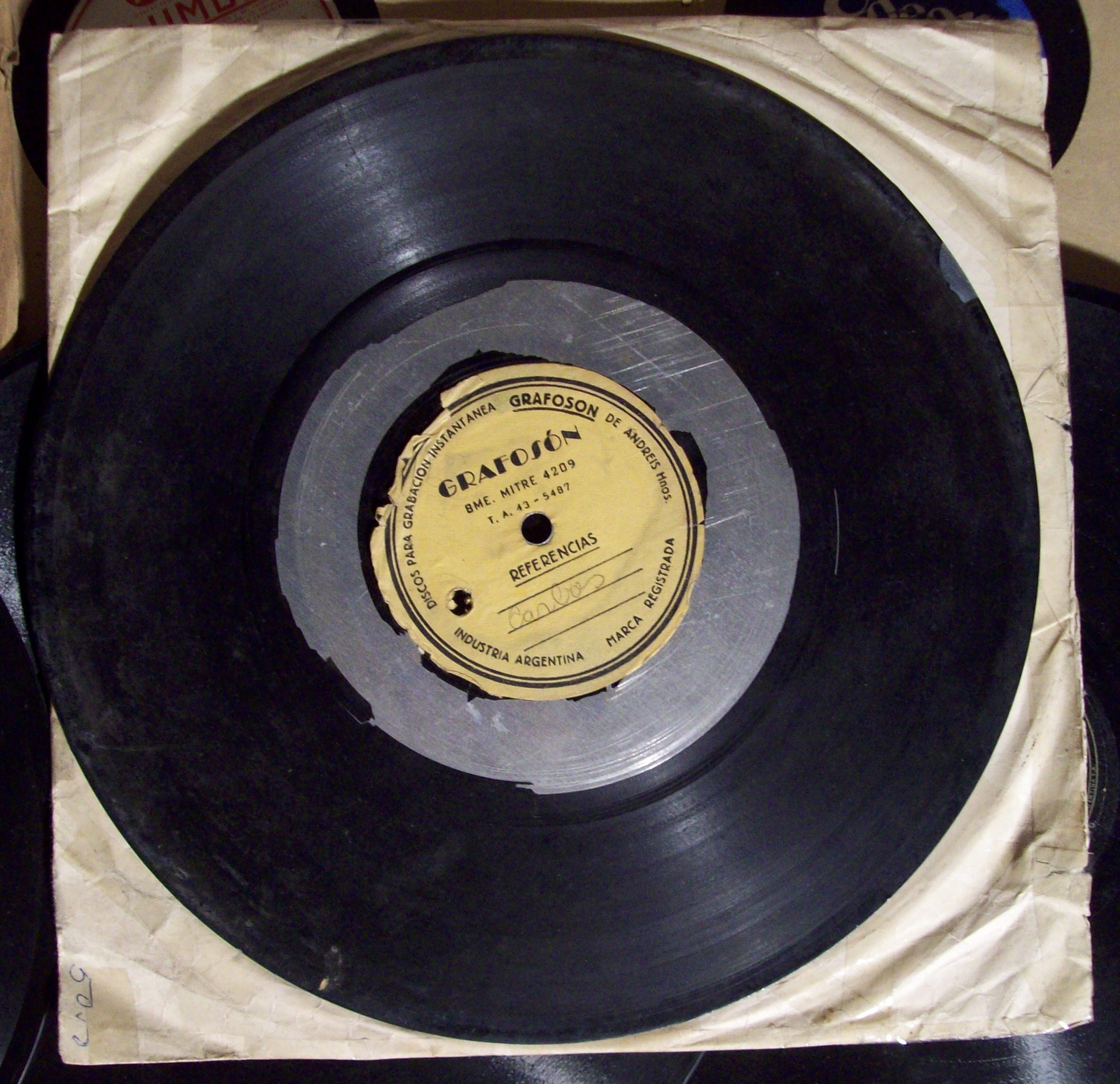
Un disco con una parte del acetato deteriorado, se puede apreciar el disco de aluminio.

Los discos de acetato suelen tener 7″ (pulgadas), 10″ y 12″ de diámetro y 0,8 mm (milímetros) de grosor o menos, recubierto de laca de nitrocelulosa (acetato de nitrocelulosa). Estos últimos son los que se venden actualmente, aunque durante su historia han existido desde los micros de 5″ hasta los de 21″ utilizados para antiguos sistemas de sonido, incluso para el cine sonoro. Generalmente son de aluminio (interiormente), con un recubrimiento fino de goma laca o acetato de nitrocelulosa. Este recubrimiento plástico liso es cortado por un estilete. Suelen tener dos agujeros, uno en el centro y otro desplazado una pulgada. Este segundo agujero desplazado se usa para poder sujetar el dubplate en el proceso de grabación. Algunos discos ya poseían el surco como guía para el estilete, pero la mayoría no. El funcionamiento de estos discos es igual al de los discos de vinilo, pero la diferencia es que estos discos son grabables. Actualmente la duración de grabación en un dubplate es muy similar a la de un disco de vinilo, aunque también existen dubplates con la calidad original. Dependiendo del equipo usado, un dubplate puede destruirse en 20 reproducciones o durar toda la vida. Para grabar el dubplate se utilizan rubíes o zafiros.
En los años 1960 y 1970 aparecieron diamantes de grabación, que aguantaban más tiempo debido a su dureza con el consecuente ahorro, pero la estructura molecular del rubí o zafiro se adapta mejor a las necesidades del acetato de nitrocelulosa, consiguiendo mejores grabaciones con rubíes que con diamantes, sobre todo en linealidad de la grabación. Con el tiempo, el plástico o acetato podía emitir una capa blanca polvorienta que disminuye la calidad de la grabación. El polvo también podía terminar con la vida útil de la grabación. El vidrio también fue usado como base para el disco, especialmente durante la Segunda Guerra Mundial, ya que el aluminio se usaba para fabricar armamentos y vehículos. Pero estos discos eran demasiado frágiles, lo que provocaba que se rompieran con mucha facilidad.

## Dubplate Special
Dubplate Special, también conocido como dubplate o special, es una versión exclusiva de una pieza de música, normalmente por un artista de reggae, dancehall, drum and bass, soca o hip hop, o cualquier otro género en el que el sound system tiene una importancia central. Estos discos suelen ser utilizados para competir en un sound clash (o batalla sonora), en la que sound systems rivales de reggae o soca compiten entre ellos para pinchar la música más exclusiva y nueva. La exclusividad de estos discos se hace evidente en los caracteres impresos en el disco, que suelen incluir el nombre del sound system.

## Acetatos valiosos
Como el disco de acetato es un medio de grabación poco común, existe gente que paga grandes sumas de dinero por viejos discos de acetato, sobre todo en subastas. Un caso conocido es el de una subasta de una colección de discos de acetato de The Beatles, que pertenecía al productor Brian Epstein. Cada disco valía entre 1000 y 10 000 dólares.
Otro caso fue un acetato del grupo The Velvet Underground, este disco contiene la música que más tarde fue editada en el álbum The Velvet Underground & Nico, vendido en 2006, a través de eBay, por un total de 25 200 dólares.
En noviembre de 2001, un disco de acetato con una grabación de seis minutos de 1964 entre Brian Wilson, Dick Dale y The Beatles, fue vendido en una subasta por 10 400 dólares. Este disco había sido comprado en una mercadillo por solo 5 dólares. En el disco, hay una charla entre Brian Wilson con los cuatro integrantes de The Beatles, con breves extractos de los éxitos de cada uno: «Can't Buy Me Love», «Fun, Fun, Fun» y «Mr Eliminator», de The Beatles, The Beach Boys y Dick Dale, respectivamente.